# 藤田恒夫 (解剖学者)
藤田 恒夫（ふじた つねお、1929年12月29日 - 2012年2月6日）は日本の解剖学者、内分泌学者。日本ペンクラブ会員。生命科学各分野の一流研究者を編集同人に迎えた科学文芸誌『ミクロスコピア』を26年に渡って編集し続けた。父の恒太郎（東京大学名誉教授）も解剖学者であった。藤堂明保（東京大学教授、日中学院長などを務めた中国語学者）は藤田恒夫の叔父にあたる。

## 経歴
東京出身。旧制一高を経て1954年東京大学医学部卒業、1959年同大学院博士課程（解剖学）修了。東京大学 医学博士 博士論文の題は　「二、三の哺乳動物の膵臓における神経膵島複合体についての組織学的研究 」。岡山大学医学部講師、1968年新潟大学教授、95年定年退官、名誉教授、日本歯科大学新潟歯学部教授。
2012年2月6日 脳梗塞のため死去。82歳没。

## 受賞
1975年にベルツ賞2等賞、2007年に科学ジャーナリスト賞を受賞した。　

## 著書
- 『入門人体解剖学』南江堂 1972
- 『腸は考える』岩波新書、1991年
- 『鍋のなかの解剖学』風人社、1995年
- 『続 鍋のなかの解剖学』風人社、2006年

### 共著
- 『解剖実習の手びき』寺田春水共著 南山堂 1962
- 『骨学実習の手びき』寺田春水共著 南山堂 1968
- 『走査電子鏡による表面解剖アトラス』徳永純一,井上一共著 医学書院 1970
- 『標準組織学』藤田尚男共著 医学書院 1975-76
- 『裸婦ポーズ集 Let’sダ・ヴィンチ』若林利重共著 六耀社 2002
- 『細胞紳士録 カラー版』牛木辰男共著 岩波新書 2004

### 翻訳
- Mariano S.H.di Fiore『人体組織図譜』武藤正樹,栗原幸二共訳 南江堂 1977
- R.クルスティッチ『立体組織学図譜』監訳 西村書店 1981-85
- リタ・レーヴィ=モンタルチーニ『美しき未完成 ノーベル賞女性科学者の回想』赤沼のぞみ,曽我津也子共訳 平凡社 20世紀メモリアル 1990
- Victor P.Eroschenko『Di Fiore人体組織図譜』南江堂 2003